# Roots & Crowns
Roots & Crowns è il sesto album in studio del gruppo indie rock americano Califone. È stato rilasciato il 10 ottobre 2006 su Thrill Jockey.
La versione LP dell'album contiene diverse copertine. La canzone The Orchids è una cover dell'omonima canzone di Psychic TV.
Pitchfork ha posizionato Roots & Crowns al numero 168 nella lista dei 200 migliori album degli anni 2000.

## Tracce
1. Pink & Sour – 4:13
2. Spider's House – 3:47
3. Sunday Noises – 2:50
4. The Eye You Lost in the Crusades – 4:42
5. A Chinese Actor – 4:18
6. Our Kitten Sees Ghosts – 2:47
7. Alice Crawley – 0:37
8. The Orchids – 2:55
9. Burned by the Christians – 3:55
10. Black Metal Valentine – 6:16
11. Rose Petal Ear – 2:09
12. 3 Legged Animals – 4:08
13. If You Would – 5:43